# Mürzzuschlag
Mürzzuschlag es una ciudad en Estiria, Austria, con una población de 9.241 habitantes (2005). Es la capital del distrito de Mürzzuschlag.
Mürzzuschlag es hoy día remarcable por ser el lugar de nacimiento de la ganadora del premio Nobel de literatura en 2004, Elfriede Jelinek, y ser influencia de libros suyos como La pianista y Deseo, por ejemplo. Mürzzuschlag está situada al sur de Viena. Es una popular ciudad para esquiar, con turistas de todo el mundo, muchos de los cuales también disfrutan del verano allí.
Mürzzuschlag acoge el mayor museo de esquí y deportes de invierno del mundo. Mürzzuschlag tiene muchos otros museos interesantes, uno de los cuales exhibe una excelente colección de locomotoras de vapor, equipamiento relacionado y otros vehículos sobre raíles. También hay un museo dedicado al músico clásico Johannes Brahms. Mürzzuschlag está bien equipada con librerías, restaurantes, y una excelente escuela técnica. Se ha hecho un gran esfuerzo para que la juventud de Mürzzuschlag tenga un fuerte incentivo para vivir y trabajar allí. En esta ciudad falleció el 9 de junio de 1991 el famoso pianista chileno Claudio Arrau.

## Olimpiadas Obreras de 1931
En 1931 se celebraron en la ciudad los segundos juegos de las Olimpiadas Obreras (organizadas por la Confederación Deportiva Internacional Laborista). Los juegos fueron mayores (tanto en número de participantes como de espectadores) que los juegos olímpicos de invierno de 1932 celebrados en Lake Placid, Estados Unidos.